# Látrabjarg
Látrabjarg é um cabo do Oeste da Islândia.
Está situada na região de Vestfirdir (Fiordes do Oeste), no extremo ocidental da Islândia, junto ao fiorde de Breiðafjörður.

É um cabo com falésias altas, onde milhares de aves nidificam anualmente, especialmente fradinhos, airos e tordas-mergulheiras. 